# Флаг Нахичеванской АССР

## Описание
Флаг Нахичеванской АССР представляет собой копию флага Азербайджанской ССР с надписью слева под серпом и молотом «Нахчыван МССР».

## История
Первое положение о флаге Нахичеванской АССР было принято в 1924 году.
Нормы о флаге Нахичеванской АССР содержались в конституциях 1926, 1937, 1978 годов.
7 октября 1952 года президиум Верховного Совета Азербайджанской ССР принял указ о флаге Азербайджанской ССР. 18 августа 1953 года описание флага было включено в Конституцию Азербайджанской ССР 1937 года.
22 августа 1953 года президиум Верховного Совета Нахичеванской АССР флаг Азербайджанской ССР был объявлен также флагом Нахичеванской АССР.
26 июня 1956 года на флаге под изображением серпа и молота была добавлена надпись «Нахичеванская АССР».
30 июня 1956 года принято положение о флаге Нахичеванской АССР. 
17 ноября 1990 года на сессии Верховного меджлиса Нахичеванской АР флаг был заменён на трёхцветный флаг.

## Выдержки из НПА
«Государственным флагом Нахичеванской Автономной Советской Социалистической Республики является государственный флаг Азербайджанской ССР, состоящий из красного полотнища, в левом углу которого, у древка наверху, помещены золотые серп и молот и надпись на азербайджанском и армянском языках «АзССР» с добавлением под надписью «АзССР» буквами меньшими размера надписи «Нахичеванская АССР» на азербайджанском и армянском языках».
«Государственный флаг Нахичеванской Автономной Советской Социалистической Республики представляет собой прямоугольное полотнище, состоящее из двух горизонтально расположенных цветных полос: верхней красного цвета, составляющей три четверти ширины, и нижней, синего цвета, составляющей одну четвертую ширины флага, с изображением на верхнем левом углу красной полосы, у древка, золотых серпа и молота и над ними красной пятиконечной звезды, обрамленной золотой каймой. Под изображением серпа и молота золотыми буквами на азербайджанском языке надпись: «Нахчыван МССР". Отношение ширины флага к его длине 1:2. Серп и молот вписываются в квадрат, сторона которого равна 1/4 ширины флага. Острый конец серпа приходится посредине верхней стороны квадрата, рукоятки серпа и молота упираются в нижние углы квадрата. Длина молота с рукояткой составляет ? диагонали квадрата. Пятиконечная звезда вписывается в окружность диаметром в 1/8 ширины флага, касающуюся верхней стороны квадрата. Расстояние вертикальной оси звезды, серпа и молота от древка равняется 1/3 ширины флага. Расстояние от верхней кромки флага до центра звезды - 1/8 ширины флага»
«Государственным флагом Нахичеванской Советской Социалистической Республики является Государственный флаг Азербайджанской АССР, представляющий собой прямоугольное полотнище, состоящее из двух горизонтально расположенных цветных полос: верхней красного цвета, составляющей три четверти ширины, и нижней, синего цвета, составляющей одну четвертую ширины флага, с изображением на верхнем левом углу красной полосы, у древка, золотых серпа и молота и над ними красной пятиконечной звезды, обрамленной золотой каймой. Под изображением серпа и молота золотыми буквами на азербайджанском языке надпись: "Нахчыван МССР". Отношение ширины флага к его длине 1:2».